# 荞麦地凤仙花
荞麦地凤仙花（学名：Impatiens lemeei）是凤仙花科凤仙花属的植物，是中国的特有植物。分布于中国大陆的云南等地，生长于海拔1,900米至3,000米的地区，多生长于山沟水边草丛中，目前尚未由人工引种栽培。